# Nielsonia rostris
Nielsonia rostris är en insektsart som beskrevs av Young 1977. Nielsonia rostris ingår i släktet Nielsonia och familjen dvärgstritar. Inga underarter finns listade i Catalogue of Life.